# Luis Leblanc Valenzuela
Luis Enrique Leblanc Valenzuela (Santiago, 12 de abril de 1950-Arica, 19 de agosto de 2017) fue un político chileno, miembro de la DC y diputado por Arica entre 1990 y 1994.

## Vida

### Estudios y vida laboral
Ingresó a la Universidad del Norte, donde se recibió de asistente social. Luego realizó un posgrado en Argentina.
Desarrolló su profesión en el DUOC, en Entel-Chile, en el Instituto Cultural Andrés Bello y en la Cooperativa de Servicios Habitacionales.

## Carrera política
Fue presidente de la Federación de Estudiantes de su universidad, y llegó a ser jefe de la DC universitaria. También, fue el primer vicepresidente y presidente de la Juventud Demócrata Cristiana (JDC).
Durante la dictadura militar, participó activamente por la Concertación y por la opción «No» en el plebiscito de 1988. En 1989 fue candidato a diputado por la DC en el distrito N.°1, de Arica, donde fue elegido con el 25,08 %, equivalente a 21 314 votos. En el Congreso, integró las comisiones de Gobierno Interior, Desarrollo, Regionalización y Planificación. En 1993, se lanzó a la reelección, por el mismo distrito y partido, pero no fue elegido (obtuvo el 19,09 %, equivalente a 15 939 votos).
Fue fundador del Centro Latinoamericano para las relaciones con Europa (CELARE) y su primer secretario general. En 2008 se desempeñó como director del Centro de Referencia de la Unión Europea de la UTA. Además, fue académico de esa universidad.
En 2009, renunció a su militancia en la DC para lanzarse como candidato a diputado independiente por el distrito N.°1.

## Historial electoral

### Elecciones parlamentarias de 1989
- Elecciones parlamentarias de 1989, para el Distrito 1, Arica, Putre, Camarones y General Lagos[5]

### Elecciones parlamentarias de 1993
- Elecciones parlamentarias de 1993, para el Distrito 1, Arica, Putre, Camarones y General Lagos[6]

### Elecciones parlamentarias de 2009
- Elecciones parlamentarias de 2009, para el Distrito 1, Arica, Putre, Camarones y General Lagos[7]